# Самай (Абайская область)
Самай (каз. Самай) — село в Жанасемейском районе Абайской области Казахстана. Входит в состав Айнабулакского сельского округа. Код КАТО — 632835200.

## Население
В 1999 году население села составляло 156 человек (87 мужчин и 69 женщин). По данным переписи 2009 года, в селе проживали 152 человека (81 мужчина и 71 женщина).